# Lavoûte-sur-Loire
Lavoûte-sur-Loire ist eine französische Gemeinde mit 1.070 Einwohnern (Stand 1. Januar 2022) im Département Haute-Loire in der Region Auvergne-Rhône-Alpes (vor 2016 Auvergne); sie gehört zum Arrondissement Le Puy-en-Velay und zum Kanton Emblavez-et-Meygal (bis 2015 Saint-Paulien).

## Geographie
Lavoûte-sur-Loire liegt etwa neun Kilometer nordnordöstlich von Le Puy-en-Velay in der Landschaft Velay und an der Loire.

### Nachbargemeinden
Umgeben wird Lavoûte-sur-Loire von den Nachbargemeinden Saint-Vincent im Norden, Beaulieu im Osten und Nordosten, Malrevers im Südosten, Chaspinhac im Süden und Südosten, Polignac im Süden und Südwesten, Blanzac im Südwesten sowie Saint-Paulien im Westen und Nordwesten.

## Bevölkerungsentwicklung
| Jahr                       | 1962 | 1968 | 1975 | 1982 | 1990 | 1999 | 2006 | 2017 |
| Einwohner                  | 527  | 514  | 509  | 614  | 697  | 687  | 719  | 1012 |
| Quellen: Cassini und INSEE |      |      |      |      |      |      |      |      |

## Verkehr
Lavoûte-sur-Loire hat einen Bahnhalt an der Bahnstrecke Saint-Georges-d’Aurac–Saint-Étienne-Châteaucreux und wird im Regionalverkehr von Zügen des TER Auvergne-Rhône-Alpes zwischen Le Puy-en-Velay und Saint-Étienne Châteaucreux bedient.

## Sehenswürdigkeiten
- Kirche Saint-Maurice, seit 1944 Monument historique
- Schloss Lavoûte-Polignac,  seit 1967 Monument historique
- Ruine der alten Loire-Brücke

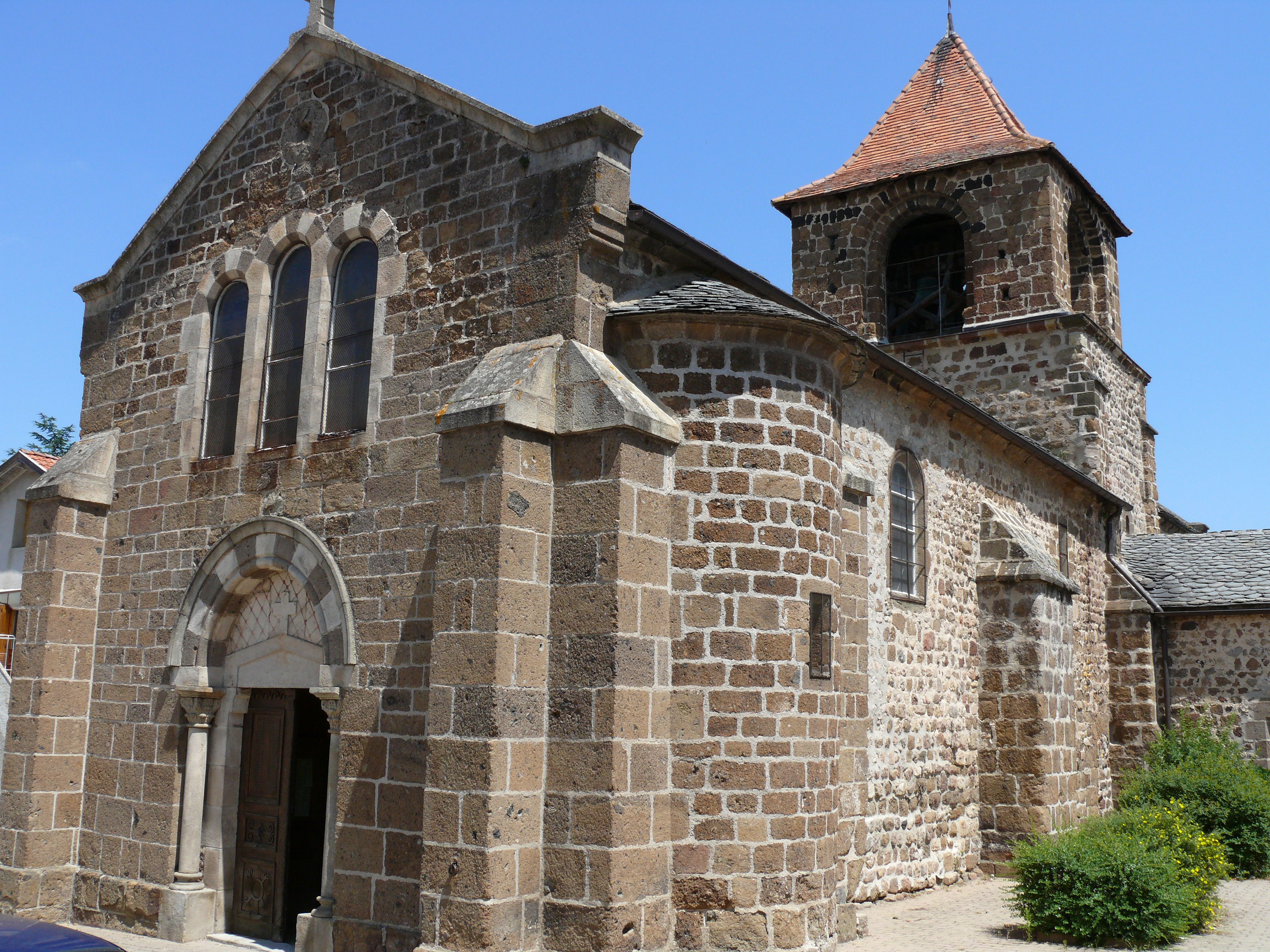
Kirche Saint-Maurice
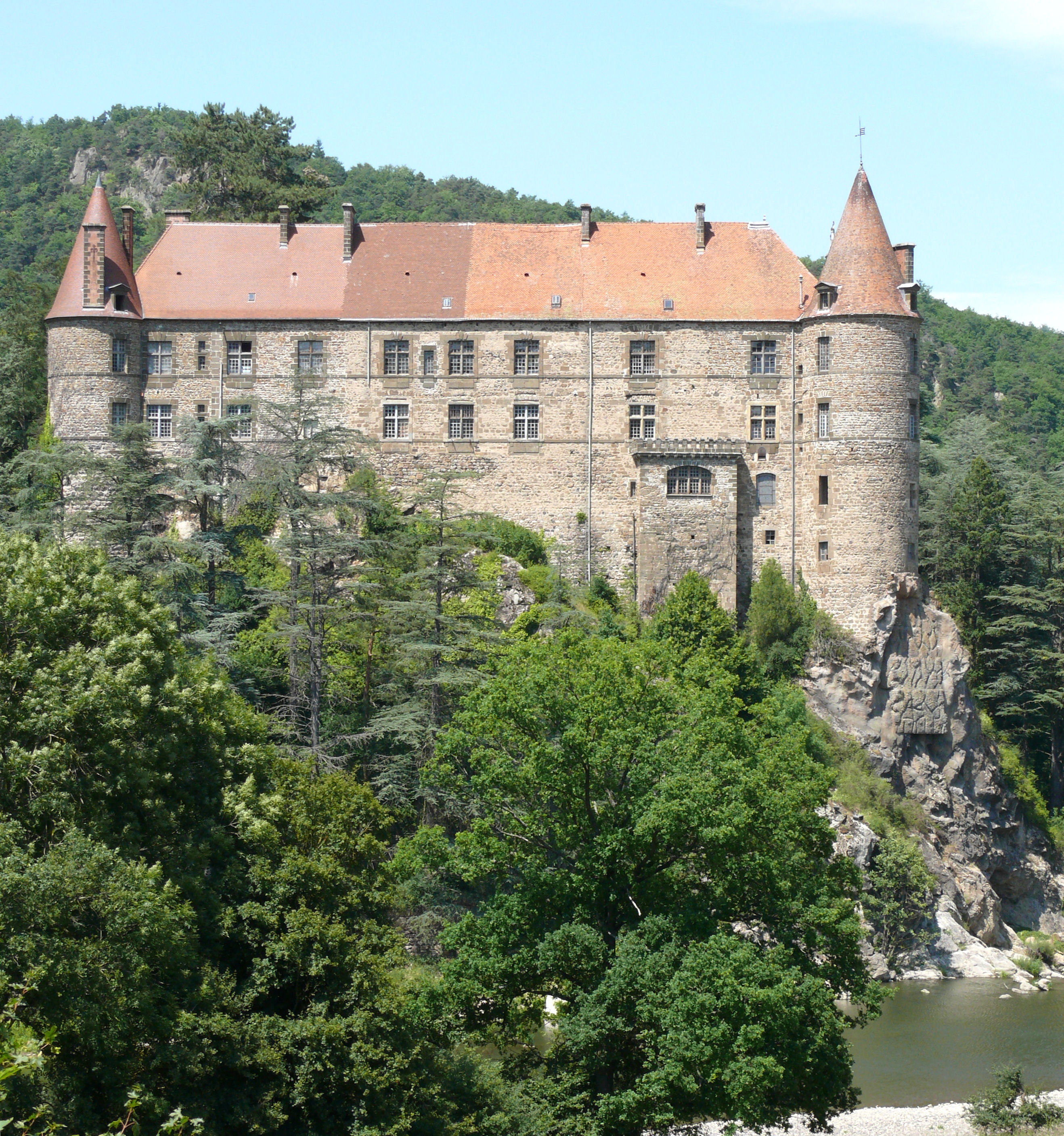
Schloss Lavoûte-Polignac
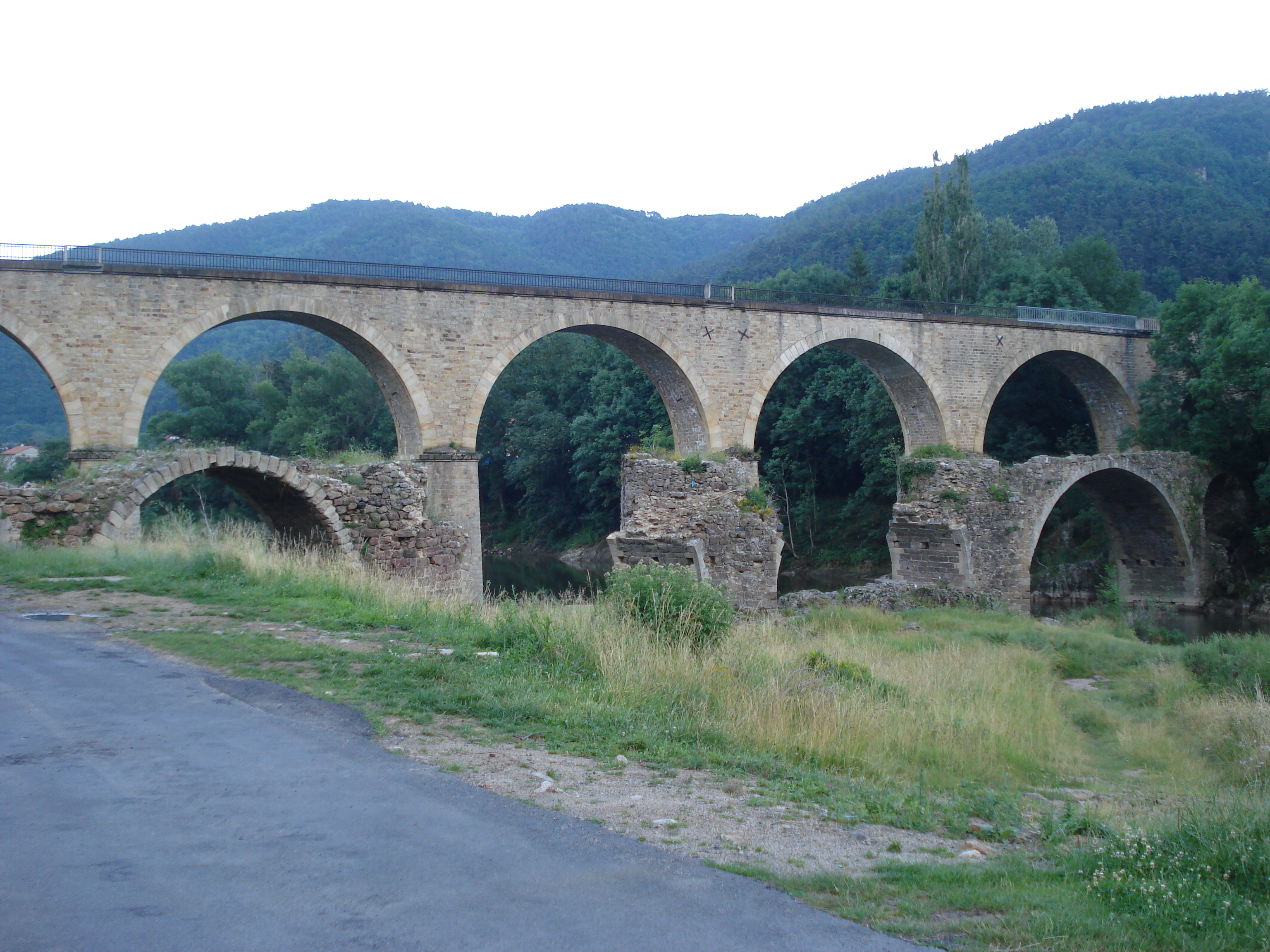
Alte Brücke über die Loire

## Persönlichkeiten
- Melchior de Polignac (1661–1741), Erzbischof von Auch (1725–1741), Kardinal (ab 1713)